# Armando Sales

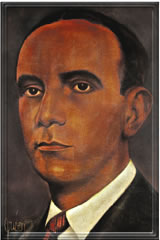
Armando de Sales Oliveira, ca. 1933

Armando de Sales Oliveira (* 24. Dezember 1887 in São Paulo; † 17. Mai 1945 ebenda) war ein brasilianischer Politiker.

## Leben
Armando Sales wurde in São Paulo geboren. Seit 1905 studierte er an der Escola Politécnica, die zur Universität São Paulo gehört. Ab 1934 war er Mitglied der Konstitutionellen Partei Brasiliens. Für diese wurde Sales 1935 zum Gouverneur des Bundesstaates São Paulo gewählt. Im Dezember 1936 legte er sein Amt nieder, das danach kommissarisch an Henrique Smith Bayma fiel. Anschließend war er Vorsitzender seiner Partei und ihr Kandidat bei den Präsidentschaftswahlen 1938.